# Борис Бекер
Борис Бекер (нім. Boris Becker, 22 листопада 1967) —  колишній німецький тенісист. Шестиразовий переможець турнірів Великого шлему, олімпійський чемпіон. Найвищу одиночну позицію світового рейтингу — 1 місце досяг 28 січня 1991, парну — 6 місце — 22 вересня 1986 року. Здобув 49 одиночних та 15 парних титулів. Завершив кар'єру 1999 року.
Борис Бекер виграв Вімблдонський турнір у 1985, коли йому було 17 років. Він став наймолодшим переможцем в історії турніру й першим несіяним гравцем та першим німцем, якому підкорився Вімблдонський титул. Він зумів захистити титул наступного року, а ще раз виграти Вімблдон у 1989.
Бекер також двічі перемагав на Відкритому чемпіонаті Австралії, і один раз на Відкритому чемпіонаті США. Олімпійську золоту медаль і звання олімпійського чемпіона Борис здобув у Барселоні.
Для гри Бекера була властива класична тактика подача — вихід до сітки. Він був сильний в обох складових частинах цієї тактики, а родзинкою в його грі були пірнання за м'ячем на сітці, що дозволяли йому в падінні досягати далекі м'ячі. Іншими сильними сторонами його гри були добрі удари з відскоку й прийом подачі. Особливості його гри давали йому перевагу на трав'яних кортах, але не дозволяли добиватися значних успіхів на ґрунті.
2010 року разом із колишнім президентом США Біллом Клінтоном і голлівудськими кіноакторками Елізабет Герлі та Вупі Голдберг Беккер відвідав Міжнародну конференцію з питань СНІДу Відні, що мала на меті зупинити поширення ВІЛ Східною Європою (в тому числі — Україною).

## Загальна статистика

### Досягнення в одиночних змаганнях
| W | Ф | ПФ | ЧФ | #Р | КТ | К# | DNQ | A | NH |

|                                        | Західна Німеччина | Західна Німеччина | Західна Німеччина | Західна Німеччина | Західна Німеччина | Західна Німеччина | Західна Німеччина | Західна Німеччина   | Німеччина           | Німеччина           | Німеччина           | Німеччина           | Німеччина           | Німеччина           | Німеччина           | Німеччина           | Німеччина           |             |             |             |
| Турнір                                 | 1983              | 1984              | 1985              | 1986              | 1987              | 1988              | 1989              | 1990                | 1991                | 1992                | 1993                | 1994                | 1995                | 1996                | 1997                | 1998                | 1999                | SR          | В-П         | % виграшів  |
| Турніри Великого шолома                |                   |                   |                   |                   |                   |                   |                   |                     |                     |                     |                     |                     |                     |                     |                     |                     |                     |             |             |             |
| Відкритий чемпіонат Австралії з тенісу |                   | ЧФ                | 2р                | NH                | 4р                |                   | 4р                | ЧФ                  | П                   | 3р                  | 1р                  |                     | 1р                  | П                   | 1р                  |                     |                     | 2 / 11      | 29–9        | 76%         |
| Відкритий чемпіонат Франції з тенісу   |                   |                   | 2р                | ЧФ                | ПФ                | 4р                | ПФ                | 1р                  | ПФ                  |                     | 2р                  |                     | 3р                  |                     |                     |                     |                     | 0 / 9       | 26–9        | 74%         |
| Вімблдонський турнір                   |                   | 3р                | П                 | П                 | 2р                | Ф                 | П                 | Ф                   | Ф                   | ЧФ                  | ПФ                  | ПФ                  | Ф                   | 3р                  | ЧФ                  |                     | 4р                  | 3 / 15      | 71–12       | 86%         |
| Відкритий чемпіонат США з тенісу       |                   |                   | 4р                | ПФ                | 4р                | 2р                | П                 | ПФ                  | 3р                  | 4р                  | 4р                  | 1р                  | ПФ                  |                     |                     |                     |                     | 1 / 11      | 37–10       | 79%         |
| В-П                                    | 0–0               | 6–2               | 11–3              | 16–2              | 11–4              | 10–3              | 22–2              | 15–4                | 20–3                | 9–3                 | 9–4                 | 5–2                 | 13–4                | 9–1                 | 4–2                 | 0–0                 | 3–1                 | 6 / 46      | 163–40      | 80%         |
| Чемпіонати закінчення сезону           |                   |                   |                   |                   |                   |                   |                   |                     |                     |                     |                     |                     |                     |                     |                     |                     |                     |             |             |             |
| Фінал ATP                              | DNQ               | DNQ               | Ф                 | Ф                 | RR                | П                 | Ф                 | ПФ                  | RR                  | П                   | DNQ                 | Ф                   | П                   | Ф                   | не кваліфікувався   | не кваліфікувався   | не кваліфікувався   | 3 / 11      | 36–13       | 73%         |
| Фінали WCT                             | не кваліфікувався | не кваліфікувався | не кваліфікувався | Ф                 |                   | П                 |                   | більше не проводять | більше не проводять | більше не проводять | більше не проводять | більше не проводять | більше не проводять | більше не проводять | більше не проводять | більше не проводять | більше не проводять | 1 / 2       | 5–1         | 83%         |
| В-П                                    | 0–0               | 0–0               | 3–1               | 6–2               | 1–2               | 7–1               | 4–1               | 3–1                 | 2–1                 | 4–1                 | 0–1                 | 5–2                 | 6–2                 | 7–2                 | 0–1                 | 0–0                 | 0–0                 | 5 / 18      | 48–18       | 73%         |
| Рейтинг на кінець року                 | 563               | 66                | 6                 | 2                 | 5                 | 4                 | 2                 | 2                   | 3                   | 5                   | 11                  | 3                   | 4                   | 6                   | 62                  | 69                  | 131                 | $25,080,956 | $25,080,956 | $25,080,956 |

### Рекорди
| Турнір               | Роки                  | Встановлений рекорд                                               | З ким ділить                         |
| -------------------- | --------------------- | ----------------------------------------------------------------- | ------------------------------------ |
| Вімблдонський турнір | 1985                  | Наймолодший переможець Вімблдонського турніру                     | Одноосібно                           |
| Вімблдонський турнір | 1985                  | несіяний володар титулу                                           | Горан Іванишевич                     |
| Гран-прі             | 1986                  | 3 титули за три тижні на трьох континентах (Сідней, Токіо, Париж) | Одноосібно                           |
| Тур ATP 500          | 1990                  | 4 титули за один сезон                                            | Хуан Мартін дель Потро Стефан Едберг |
| Stockholm Open       | 1988, 1990–1991, 1994 | 4 титули в одиночному розряді                                     | Джон Макінрой                        |